# 中国共产党历史 (书籍)
《中国共产党历史》是由中共中央党史和文献研究院（原中央党史研究室）编写的中国共产党党史著作。1991年出版《中国共产党历史（上卷）》，2002年出版其修订版《中国共产党历史（第一卷）》，记述1921年至1949年的党史。2011年经中共中央批准出版《中国共产党历史（第二卷）》并再版第一卷，记述1949年10月中华人民共和国成立至1978年12月中共十一届三中全会。已于2024年12月22日出版上册的《中国共产党历史（第三卷）》，记述1978年12月中共十一届三中全会至2012年中共十八大期间的历史。
2004年1月出版了中共中央党史研究室为第一卷编写的人物注释集《《中国共产党历史·第一卷》人物注释集》，2011年出版了第一卷的注释集《《中国共产党历史》（上卷）注释集》。同年出版了中共中央党史研究室第二研究部著《《中国共产党历史》第二卷学习导读》。2012年5月出版了中共中央党史研究室第二研究部为第二卷编写的《《中国共产党历史》第二卷注释集》。2021年，《中国共产党历史》第二卷主要执笔者和统稿人郑谦发表文章《与时俱进的党史书写》谈第二卷的编写。